# Hippeococcus wegneri
Hippeococcus wegneri är en insektsart som beskrevs av Reyne 1954. Hippeococcus wegneri ingår i släktet Hippeococcus och familjen ullsköldlöss. Inga underarter finns listade i Catalogue of Life.